# Lauren Holiday
Lauren Nicole Holiday (z domu Cheney; ur. 30 września 1987 w Indianapolis) – amerykańska profesjonalna piłkarka występująca w pomocy i ataku. Grała dla FC Kansas City w National Women’s Soccer League, Boston Breakers w WPS oraz reprezentacji USA. Jest dwukrotną złotą medalistką Igrzysk Olimpijskich – z Pekinu i Londynu. Uczestniczyła w Mistrzostwach Świata w 2011 i 2015 roku.

## Wczesne życie
Urodzona w Indianapolis jako córka Rity i George’a Cheney, Lauren Nicole Cheney zaczęła grać w piłkę nożną już jako dziecko. Do dwunastego roku życia grała w chłopięcych drużynach. Uczęszczała do Ben Davis High School w Indianapolis gdzie została okrzyknięta najbardziej wartościową ofensywną zawodniczką w latach 2004–05. W 2004 otrzymała tytuł gracza roku Metro Indianapolis Star. W 2006 została nagrodzona przez magazyn Parade oraz była zawodniczką roku Gatorade. Ponadto otrzymała wiele regionalnych wyróżnień, m.in. zawodniczka jedenastki sezonu konferencji i stanu oraz zawodniczka roku Indianapolis Star Super Team. Każdego roku nauki w szkole średniej była wybierana do składu reprezentującego stan Indiana oraz wyróżniana trzykrotnie przez NSCAA. Holiday zakończyła karierę w szkolnej drużynie z 118 bramkami i 67 asystami. Ukończyła szkołę w połowie roku 2006 aby trenować w reprezentacją USA U-20 do Mistrzostw Świata U-20.

### UCLA Bruins
Jesienią 2006 roku Holiday rozpoczęła naukę na Uniwersytecie Kalifornijskim w Los Angeles, gdzie została wybrana do jedenastki kraju zawodniczek pierwszorocznych oraz nazwana najlepszą zawodniczką pierwszoroczną przez NSCAA. Przewodziła w klasyfikacji bramkowej konferencji Pac-10 z 19 bramkami, co było również nowym rekordem ustanowionym przez zawodniczkę pierwszego roku UCLA. Na drugim roku zajęła drugie miejsce w walce o Hermann Trophy oraz tytuł zawodniczki roku Pac-10. Ponownie została mistrzynią strzelczyń konferencji z 23 golami na koncie oraz pobiła rekord szkoły w liczbie zdobytych punktów (57) i ilości bramek strzelonych w pojedynczym sezonie (23).
Holiday została pierwszą w historii swojej uczelni zawodniczką, która została wybrana do jedenastek NSCAA/adidas przez wszystkie cztery lata gry. Pobiła szkolne rekordy w ilości punktów (173) i bramek prowadzących do wygranej (28) oraz wyrównała rekord w liczbie strzelonych bramek (71). Liczba zdobytych przez nią asyst (31) jest drugim wynikiem w historii UCLA.

## Kariera zawodnicza

### Klubowa

#### Pali Blues, 2009
Latem 2009 roku, Holiday dołączyła do Południowo Kalifornijskiego klubu Pali Blues, grającego w W-League. W całym sezonie Blues nie przegrało żadnego meczu i zakończyło rozgrywki w Konferencji Zachodniej ze statystyką 9–0–3. Po pokonaniu Hudson Valley Quickstrike Lady Blues 4:0 w półfinale pucharu, w którym Holiday strzeliła gola w 65 minucie, Pali Blues wywalczyło tytuł mistrzowski po pokonaniu 2:1 Washington Freedom Reserves 7 sierpnia 2009.

#### Boston Breakers, 2010–11

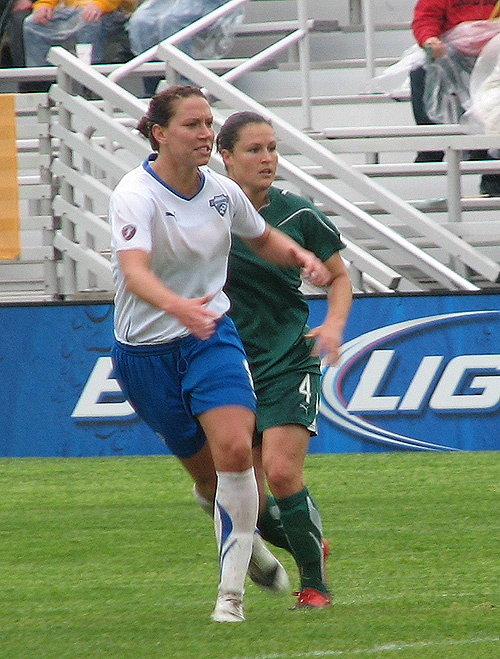
Holiday w meczu przeciwko Saint Louis Athletica.

15 stycznia 2010 Holiday została wybrana przez klub Boston Breakers jako drugi w ogóle wybór w drafcie ligi WPS. Spośród 23 meczów dla klubu w sezonie 2010, 21 rozegrała w pierwszym składzie zdobywając pięć bramek i dwie asysty. Pomogła klubowi z Bostonu dostać się do fazy playoff, w której strzeliła jedyną bramkę. Została wybrana do pierwszego składu drużyny gwiazd ligi WPS.
14 sierpnia 2011 strzeliła dwie bramki w meczu przeciwko Sky Blue FC dzięki czemu jej klub dostał się do fazy playoff WPS 2011.

#### FC Kansas City, 2013–2015
W 2013 Holiday była jedną z trzech zawodniczek drużyny narodowej z Becky Sauerbrunn i Nicole Barnhart, które zostały umieszczone w klubie FC Kansas City na inauguracyjny sezon National Women’s Soccer League jako część programy alokacji zawodniczek NWSL. W czerwcu 2013 otrzymała tytuł gracza miesiąca NWSL po strzeleniu sześciu bramek w pięciu meczach, oraz uplasowała się na pozycji liderki klasyfikacji strzelczyń z ośmioma golami na koncie. FC Kansas City zakończył sezon zasadniczy na drugim miejscu. Drużyna awansowała do fazy playoff, ale została pokonana w półfinale 2:3 przez Portland Thorns FC. Po sezonie 2013, Holiday została nagrodzona Złotym Butem (12 bramek) oraz otrzymała tytuł MVP ligi.
Sezon 2014 FC Kansas City zakończyło na drugim miejscu. Holiday była liderką zespołu z 7 asystami, oraz drugą ilością zdobytych bramek (8) za napastniczką Amy Rodriguez (13). W playoffach Holiday strzeliła drugą bramkę w wygranym 2:0 półfinale przeciwko Portland Thorns FC, oraz asystowała przy obu bramkach Rodriguez podczas wygranego 2:1 finału przeciw Seattle Reign FC, w którym klub zdobył pierwszy w historii tytuł NWSL. Holiday została wybrana MVP meczu.
Holiday posiada największą liczbę asyst (12) oraz jest najlepszą strzelczynią (20) wszech czasów ligi NWSL.

### Reprezentacyjna

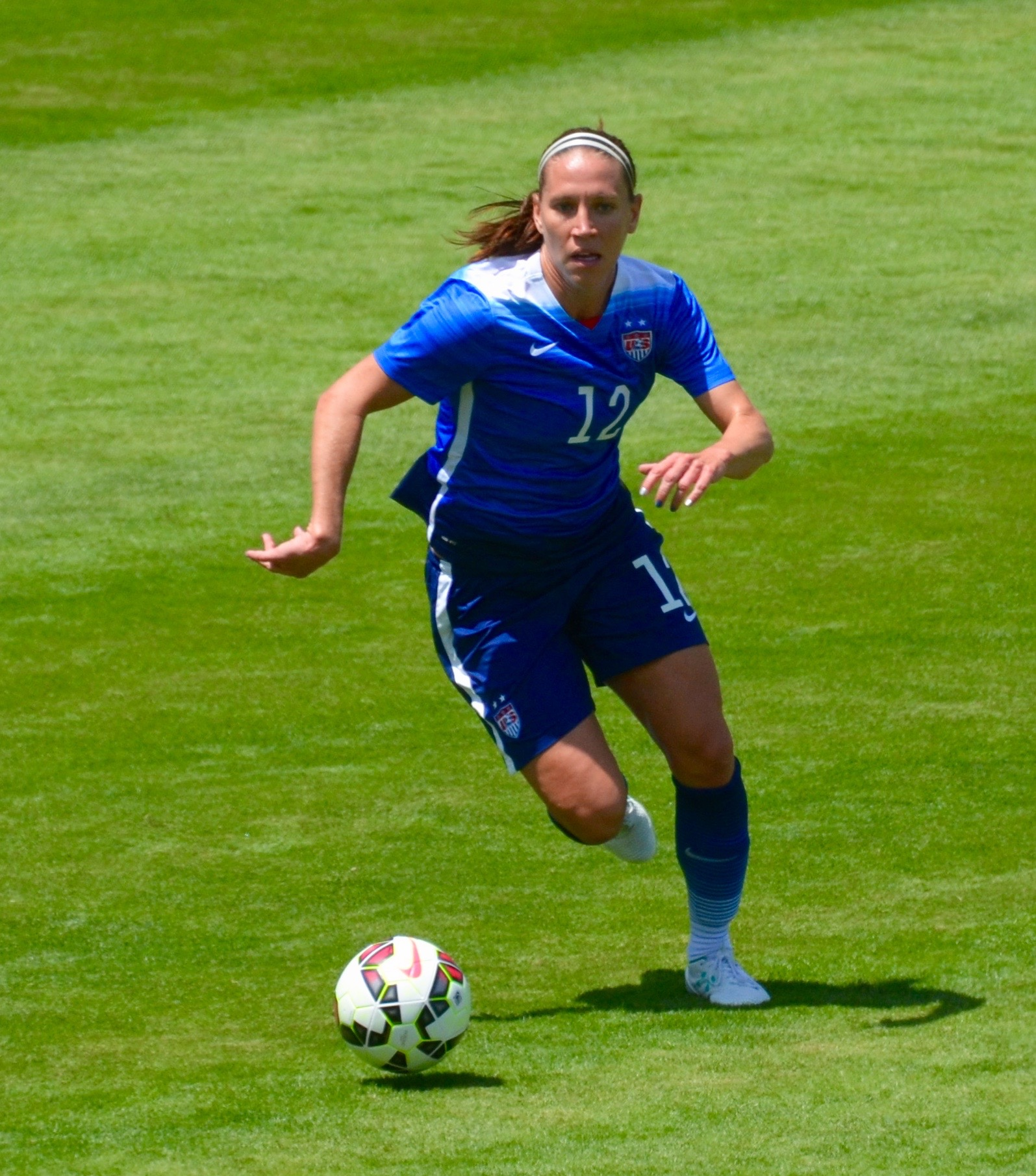
San Jose, 2015

Po raz pierwszy w seniorskiej reprezentacji kraju Holiday wystąpiła w meczu przeciwko Niemcom, 26 stycznia 2007 roku. Pierwszego gola dla reprezentacji zdobyła w swoim drugim występie, przeciwko Meksykowi 14 kwietnia 2007 r. W 2007 roku otrzymała nagrodę dla najlepszej młodej zawodniczki roku w USA. Została powołana na Igrzyska Olimpijskie 2008 po tym jak Abby Wambach została zmuszona do wycofania się z powodu złamanej nogi. Na Igrzyskach rozegrała trzy mecze jako zmienniczka. W 2010 była drugą najlepszą strzelczynią zespołu z siedmioma bramkami zdobytymi w trzynastu meczach (siedem w podstawowym składzie).
Strzeliła pierwszą bramkę dla USA na Mistrzostwach Świata 2011, przeciwko Korei Północnej 28 czerwca 2011 roku. Była w podstawowym składzie wszystkich sześciu spotkań podczas Mistrzostw, strzelając dwie bramki i asystując przy trzech kolejnych.
W 2012 roku Holiday zdobyła siedem asyst w pięciu meczach turnieju kwalifikacyjnego do Igrzysk Olimpijskich strefy CONCACAF, cztery z nich w wygranym 14:0 meczu przeciwko Dominikanie. Podczas Igrzysk Olimpijskich w Londynie zagrała we wszystkich sześciu spotkaniach, z czego w pięciu w podstawowym składzie. W wygranym przez USA finale weszła na boisko tylko na ostatnie 23 minuty z powodu doznanej w półfinale kontuzji.
Podczas finału Mistrzostw Świata w Piłce Nożnej Kobiet 2015 w 14 minucie strzeliła trzecią bramkę meczu, który Amerykanki wygrały pokonując zespół Japonii wynikiem 5:2.
7 lipca 2015 roku po wygranych Mistrzostwach Świata, Holiday ogłosiła zakończenie kariery zawodniczej. Ostatni raz dla reprezentacji narodowej zagrała 25 października 2015 roku w wygranym 3:1 meczu przeciwko Brazylii.

### Statystyki kariery

#### Zestawienie występów reprezentacyjnych
| Rok   | Występy | Wyjściowy skład | Min  | Bramki | Asysty |
| ----- | ------- | --------------- | ---- | ------ | ------ |
| 2007  | 2       | 1               | 54   | 1      | 0      |
| 2008  | 14      | 3               | 501  | 2      | 2      |
| 2009  | 3       | 0               | 87   | 1      | 2      |
| 2010  | 13      | 6               | 707  | 7      | 2      |
| 2011  | 19      | 13              | 1090 | 5      | 5      |
| 2012  | 31      | 24              | 2131 | 2      | 11     |
| 2013  | 12      | 10              | 876  | 3      | 6      |
| 2014  | 20      | 19              | 1550 | 2      | 3      |
| 2015  | 19      | 17              | 1468 | 1      | 6      |
| Razem | 133     | 93              | 8464 | 24     | 37     |

Stan na 2015-10-29

#### Bramki w reprezentacji
| Lp. | Data       | Miejsce         | Rywal            | Skład                    | #   | Min  | Asysta           | Wynik | Rezultat | Rozgrywki                                                |
| --- | ---------- | --------------- | ---------------- | ------------------------ | --- | ---- | ---------------- | ----- | -------- | -------------------------------------------------------- |
| 1   | 2007-04-14 | Foxborough      | Meksyk           | 83.w. 8' (z. Lilly)      | 1.1 | 88   | Heather O’Reilly | 5–0   | 5–0      | towarzyski                                               |
| 2   | 2008-01-18 | Guangzhou       | Finlandia        | 45.w. 46' (z. Wambach)   | 1.1 | 69   | Tina DiMartino   | 3–1   | 4–1      | Turniej Czterech Narodów                                 |
| 3   | 2008-04-04 | Juarez          | Jamajka          | cały mecz                | 1.1 | 21   | brak             | 2–0   | 6–0      | Kwalifikacje Olimpijskie: ostatnia runda                 |
| 4   | 2009-05-25 | Toronto         | Kanada           | 24.w. 77' (z. Rodriguez) | 1.1 | 80   | Heather O’Reilly | 4–0   | 4–0      | towarzyski                                               |
| 5   | 2010-02-24 | Santo Antonio   | Islandia         | 25.z. 66' (w. Rodriguez) | 1.1 | 61   | Lori Lindsey     | 2–0   | 2–0      | Algarve Cup: Grupa B                                     |
| 6   | 2010-03-01 | Ferreiras       | Szwecja          | 45.w. 46' (z. Rodriguez) | 2.1 | 56   | Casey Nogueira   | 1–0   | 2–0      | Algarve Cup: Grupa B                                     |
| 7   | 2010-03-01 | Ferreiras       | Szwecja          | 45.w. 46' (z. Rodriguez) | 2.2 | 86   | Lori Lindsey     | 2–0   | 2–0      | Algarve Cup: Grupa B                                     |
| 8   | 2010-03-03 | Faro            | Niemcy           | 84.z. 84' (w. Nogueira)  | 1.1 | 69   | brak             | 3–1   | 3–2      | Algarve Cup: finał                                       |
| 9   | 2010-03-28 | San Diego       | Meksyk           | 45.w. 46' (z. Rodriguez) | 1.1 | 72   | Shannon Boxx     | 3–0   | 3–0      | towarzyski                                               |
| 10  | 2010-11-01 | Cancun          | Kostaryka        | cały mecz                | 1.1 | 68   | brak             | 2–0   | 4–0      | Mistrzostwa Świata kwalifikacje: Grupa B                 |
| 11  | 2010-11-08 | Cancun          | Kostaryka        | cały mecz                | 1.1 | 17   | Lori Lindsey     | 1–0   | 3–0      | Mistrzostwa Świata: kwalifikacje: mecz o trzecie miejsce |
| 12  | 2011-01-23 | Chongqing       | Kanada           | 45.w. 46' (z. Rodriguez) | 1.1 | 54   | Lindsay Tarpley  | 1–0   | 2–1      | Turniej Czterech Narodów                                 |
| 13  | 2011-03-09 | Faro            | Islandia         | 45.z. 46' (w. Wambach)   | 1.1 | 45+1 | Megan Rapinoe    | 2–2   | 4–2      | Algarve Cup: finał                                       |
| 14  | 2011-06-05 | Harrison        | Meksyk           | 30.w. 61' (z. Rodriguez) | 1.1 | 90+2 | Abby Wambach     | 1–0   | 1–0      | towarzyski                                               |
| 15  | 2011-06-28 | Dresden         | Korea Północna   | cały mecz                | 1.1 | 54   | Abby Wambach     | 1–0   | 2–0      | Mistrzostwa Świata: Grupa C                              |
| 16  | 2011-07-13 | Monchengladbach | Francja          | cały mecz                | 1.1 | 9    | Heather O’Reilly | 1–0   | 3–1      | Mistrzostwa Świata: półfinał                             |
| 17  | 2012-01-20 | Vancouver       | Dominikana       | cały mecz                | 1.1 | 64   | Heather O’Reilly | 11–0  | 14–0     | kwalifikacje olimpijskie: Grupa B                        |
| 18  | 2012-01-22 | Vancouver       | Gwatemala        | 45.z. 46' (w. Morgan)    | 1.1 | 24   | brak             | 3–0   | 13–0     | kwalifikacje olimpijskie: Grupa B                        |
| 19  | 2013-06-15 | Foxborough      | Korea Południowa | 77.z. 77' (w. Brian)     | 1.1 | 7    | Tobin Heath      | 2–0   | 4–1      | towarzyski                                               |
| 20  | 2013-06-20 | Harrison        | Korea Południowa | 71.z. 71' (w. Averbuch)  | 1.1 | 64   | Kelley O’Hara    | 5–0   | 5–0      | towarzyski                                               |
| 21  | 2013-10-20 | San Antonio     | Australia        | s.w. 64' (z. Brian)      | 1.1 | 6    | brak             | 1–0   | 4–0      | towarzyski                                               |
| 22  | 2014-02-13 | Atlanta         | Rosja            | 23.w. 68' (z. Brian)     | 1.1 | 81   | karny            | 6–0   | 8–0      | towarzyski                                               |
| 23  | 2014-04-06 | Commerce        | Chiny            | 67.z. 67' (w. Rapinoe)   | 1.1 | 39   | brak             | 1–0   | 2–0      | towarzyski                                               |
| 24  | 2015-07-05 | Vancouver       | Japonia          | cały mecz                | 1.1 | 14   | brak             | 3–0   | 5–2      | Mistrzostwa Świata: finał                                |

## Nagrody i wyróżnienia

### Reprezentacyjne
- Złoto Olimpijskie: 2008, 2012
- Mistrzostwa Świata w Piłce Nożnej Kobiet: 2015
- Algarve Cup: 2008, 2010, 2011, 2013, 2015
- Turniej Czterech Narodów: 2007, 2008, 2011

### Indywidualne
- WPS All-Star: 2010
- NWSL Best XI: 2013, 2014
- NWSL Most Valuable Player: 2013
- NWSL Golden Boot: 2013
- NWSL Championship Game MVP: 2014
- U.S. Soccer Young Female Athlete of the Year: 2007
- NCAA All-American First-Team: 2006, 2007, 2008, 2009
- Pac-10 Conference Player of the Year: 2007
- U.S. Soccer Female Athlete of the Year: 2014
- Recipient of the Indiana Sagamore of the Wabash accolade: 2015

### Klubowe
z FC Kansas City
- Mistrzostwo NWSL: 2014[26], 2015[27]

## Życie prywatne
W wieku trzech lat Holiday przeszła operację na otwartym sercu aby skorygować wadę serca. 7 lipca 2013 roku poślubiła profesjonalnego koszykarza Jrue Holiday'a - kolegę z UCLA Bruin i rozgrywającego drużyny NBA New Orleans Pelicans. Swojego przyszłego męża Lauren poznała w 2008 roku gdy oboje uczęszczali do UCLA. Holiday jest chrześcijanką.

### Sponsorzy
Holiday była związana kontraktami reklamowymi z Under Armour i Chobani.